# Torben Brandt
Torben Brandt (* 19. Mai 1995 in Neindorf, Sachsen-Anhalt) ist ein ehemaliger deutscher Diskuswerfer. Er ist seit November 2024 im Vorstand des SCC Berlin tätig.

## Werdegang
Eingeschult in der Grundschule Völpke führte der Weg über die Sekundarschule „Thomas Müntzer“ in Ausleben zum Berufsgymnasium „Otto von Guericke“ in  Magdeburg, welches er mit dem Abitur verließ. Im Jahr 2014 nahm er das Lehramtsstudium an der Otto-von-Guericke-Universität Magdeburg auf. Seit 2017 gehört er zur Sportfördergruppe der Bundeswehr.

## Sportliche Laufbahn
Brandts sportlicher Weg führte über viele Stationen hin zum Diskuswurf, wobei er stetig eine Professionalisierung anstrebte. Am Ende bot ihm der SC Magdeburg mit der Leichtathletikabteilung die besten Strukturen, um eine Karriere als Leistungssportler aufzunehmen und bis in die Weltspitze zu begleiten. Auch hier war sein Weg mannigfaltig: Mit 18 Jahren begann Brandt, vergleichsweise recht spät, das Training unter dem Geschäftsmann Dirk Gropengießer in seinem Wahlheimatverein des SC Magdeburg. Nach einigen Versuchen im Speerwurf sah Gropengießer ein größeres Potential im Bereich Diskuswurf und so wechselte Brandt mit 19 Jahren in die Trainingsgruppe unter Klaus Schneider. Ab dato trainierte Brandt unter der professionellen Leitung Schneiders, welche bis ins Jahr 2017 durch die parallel laufenden Zusammenarbeit mit Athletiktrainer Simon Overkamp ergänzt wurde und zu einem sichtbaren Leistungssprung und der Etablierung an der deutschen Diskuswurfspitze führte. Im Jahr 2017 gelangen die ersten teilweise erfolgreichen internationalen Starts bei U23 Ländervergleichen, bei der Leichtathletik-U23-Europameisterschaften und der Universiade. Am Ende des Jahres 2017 beendete Schneider seine erfolgreiche Trainerkarriere. Für Brandt bedeutete dies eine Serie von Trainerwechsel, die seine Entwicklung zeitweilig zum stagnieren brachten. Am Ende des Jahres 2018 schloss er sich der Trainingsgruppe unter Torsten Lönnfors beim SCC Berlin an, welcher u. a. auch den Olympiasieger Christoph Harting betreut. Im Jahr 2019 konnte er nach kurzen Startschwierigkeiten seine Wettkampfleistung erneut steigern und gewann seine erste Medaille bei den Deutsche Leichtathletik-Meisterschaften 2019. Der Jahresbeginn 2020 war bestückt von einer sagenhaften Frühform sowie Trainings- und Wettkampferfolgen, wurde jedoch dann durch die einschlagende Coronapandemie gestoppt. Lönnfors und Brandt entschieden sich diese Zeit zu nutzen, um an notwendigen Fähig- und Fertigkeiten zu pfeilen und so begann ein einjähriger Trainingsblock, um fehlende Schwerpunkte durch den späten Ausbildungsbeginn in puncto allgemeine Grundlagen, spezifische Fähigkeiten und Technikverständnis, aufzuholen. Auch im Jahr 2021 war dieser Prozess physisch noch unverarbeitet und die geplanten Ergebnisse stellten sich erst nach der eigentlichen Saison ein. Mit der Wiederaufnahme in der Zusammenarbeit mit Overkamp und der Auswertung der Erfahrungen und Ergebnisse, entwickelte Lönnfors ein neues Trainingsmodell für seinen Athleten, welches sich im Jahr 2022 durch einen erneuten Leistungssprung bezahlt machte und Brandt konnte seine Bestleistung auf 66,18 Meter steigern. Seine erste internationale Berufung in die Nationalmannschaft erfolgte im Anschluss. Eine Corona-Infektion direkt vor dem Beginn Weltmeisterschaften in Eugene (Oregon) bremste den erhofften internationalen Erfolg jedoch unvorhersehbar aus.

## Leistungsentwicklung
| Jahr | Meter   |
| ---- | ------- |
| 2014 | 43,30 m |
| 2015 | 52,28 m |
| 2016 | 57,46 m |
| 2017 | 62,09 m |
| 2018 | 60,68 m |
| 2019 | 62,59 m |
| 2020 | 60,79 m |
| 2021 | 63,81 m |
| 2022 | 66,18 m |

## Erfolge
- 2017: 1. Platz U23 Länderwettkampf; Teilnahme U23-EM und Universiade
- 2019: 3. Platz Deutsche Meisterschaften; 5. Platz Militär-Weltmeisterschaft
- 2022: 3. Platz Deutsche Meisterschaften; Teilnahme WM und EM